# Do for Love
«Do for Love» (початкова назва: «Sucka 4 Luv») — другий сингл американського репера Тупака Шакура з його другого посмертного студійного альбому R U Still Down? (Remember Me). Як вокальний семпл використано «What You Won't Do for Love» у виконанні Боббі Колдвелла. На трек існує анімований відеокліп. 31 березня 1998 RIAA сертифікувала окремок золотим.

## Список пісень
- Максі-12" та CD

1. «Do for Love» — 4:42
2. «Brenda's Got a Baby» — 3:55

- 12" та CD

1. «Do for Love» (album version) — 4:42
2. «Do for Love» (The Soul Society remix) — 3:59
3. «Do for Love» (Pic-a-Dil-Yo! mix) — 4:38
4. «Brenda's Got a Baby» (album version) — 3:55

- Промо-12"

1. «Do for Love» — 4:42
2. «Do for Love» (instrumental) — 4:42

## Чартові позиції
| Чарт (1998)                               | Найвища позиція |
| ----------------------------------------- | --------------- |
| Велика Британія (Official Charts Company) | 12              |
| Велика Британія (UK R&B Chart)            | 4               |
| Нідерланди (Dutch Top 40)                 | 17              |
| Нідерланди (Mega Single Top 100)          | 18              |
| Нова Зеландія (RIANZ)                     | 18              |
| США (Billboard Hot 100)                   | 21              |
| США (Hot R&B/Hip-Hop Songs) (Billboard)   | 2               |
| Швеція (Sverigetopplistan)                | 33              |

| Річний чарт (1998)   | Позиція |
| -------------------- | ------- |
| US Billboard Hot 100 | 89      |

## Сертифікації
| Країна | Сертифікації | Наклад   |
| ------ | ------------ | -------- |
| США    | Золотий      | 500 тис. |